# Free to Decide
Singles de The Cranberries
Salvation
(1996) When You're Gone
(1996)
Free to Decide est le deuxième single tiré de l'album To the Faithful Departed des Cranberries, sorti en 1996.

## Classements
| Pays                            | Positions |
| ------------------------------- | --------- |
| Allemagne (Media Control AG)    | 94        |
| Australie (ARIA)                | 43        |
| Canada (Canadian Singles Chart) | 3         |
| États-Unis (Modern Rock Tracks) | 8         |
| France (SNEP)                   | 43        |
| Irlande (Irish Singles Chart)   | 28        |
| Nouvelle-Zélande (RMNZ)         | 19        |
| Royaume-Uni (UK Singles Chart)  | 33        |
| Suède (Sverigetopplistan)       | 40        |